# باتلينج شو
باتلينج شو (بالإسبانية: Battling Shaw)‏ مواليد 21 أكتوبر 1910 في تكساس، الولايات المتحدة - الوفاة 27 أغسطس 1994، كان ملاكم محترف مكسيكي صنّف ضمن فئة وزن الوسط. بدء مسيرته الاحترافية بعمر الـ 16 عاما. أصبح بطلا لوزن الوسط الخفيف سنة 1933.

## إحصائيات
خاض خلال مسيرته 73 نزالا، فاز في 50 وتعادل في 4 وخسر في 18. فاز بالضربة القاضية في 10 نزالا.

## روابط خارجية
- باتلينج شو على موقع بوكس ريك (الإنجليزية) (registration required)